# Мацокина, Христина Сергеевна
Христина Сергеевна Мацокина (род. 19 августа 1998, Магадан) — российская лыжница. Чемпионка зимней Универсиады 2019 года в командном спринте (в паре с Александром Терентьевым), серебряный призёр в личном женском спринте того же турнира. Участница зимних Олимпийских игр 2022 года.

## Биография
Христина Мацокина родилась 19 августа 1998 года в Магадане, где с 9-летнего возраста стала заниматься лыжами в спортивной школе олимпийского резерва, ныне носящей имя Елены Вяльбе.  
Будучи студенткой Поволжской академии физической культуры, спорта и туризма, в марте 2019 года приняла участие в зимней Универсиаде, проходившей в Красноярске. В квалификации лыжного спринта показала 3 время и пробилась в основную сетку соревнований. Успешно преодолев все стадии, в финале менее секунды уступила лишь чешке Петре Гинчицовой и завоевала серебряную медаль. Также с соотечественником Александром Терентьевым выступила в смешанном командном спринте, где пара завоевала золотые медали турнира.
В спринтерских соревнованиях чемпионата мира 2021 года в Оберстдорфе показала 9-й результат в квалификации, но выбыла уже в четвертьфинале, финишировав лишь 4-й в своём забеге.
В феврале 2022 года участвовала в спринтерских соревнованиях лыжниц на Олимпиаде в Пекине, однако, показав лишь 45-й результат в квалификационном забеге, не смогла пробиться в основную сетку соревнований.

## Результаты

### Олимпийские игры
| Олимпийские игры | Спринт | Командный спринт | 10 км раздельный старт | 7,5+7,5 км скиатлон | 30 км масс-старт | Эстафета |
| ---------------- | ------ | ---------------- | ---------------------- | ------------------- | ---------------- | -------- |
| 2022 Пекин       | 45     | —                | —                      | —                   | —                | —        |

### Чемпионаты мира по лыжным видам спорта
| Чемпионат мира  | Спринт | Командный спринт | 10 км раздельный старт | 7,5+7,5 км скиатлон | 30 км масс-старт | Эстафета |
| --------------- | ------ | ---------------- | ---------------------- | ------------------- | ---------------- | -------- |
| 2021 Оберстдорф | 16     | —                | —                      | —                   | —                | —        |